# بروناو
بروناو (انگلیسی: Brunau) رودی به طول ۱۰٫۳ کیلومتر که در ایالت نیدرزاکسن در شمال آلمان جریان دارد

## نگارخانه

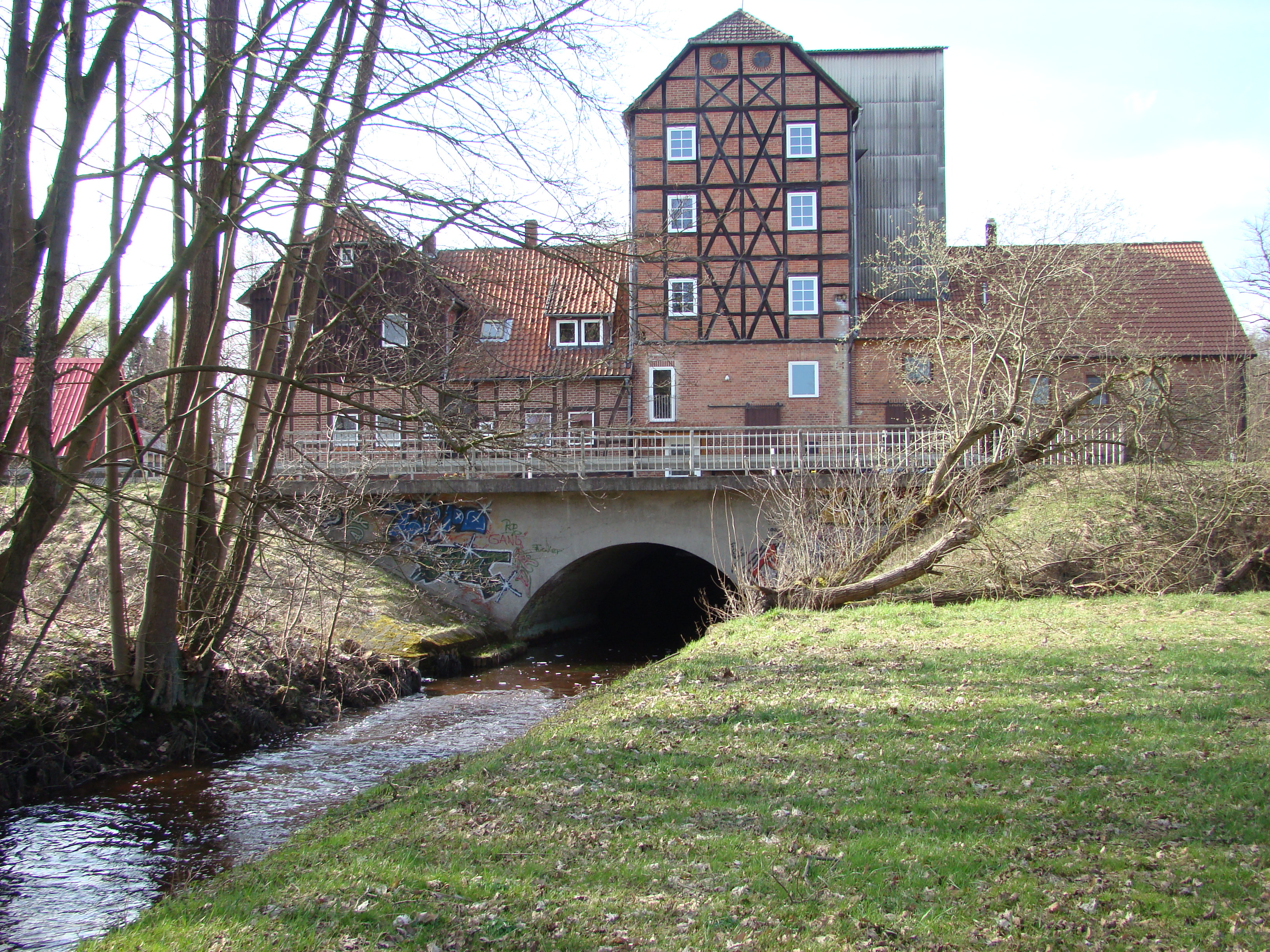
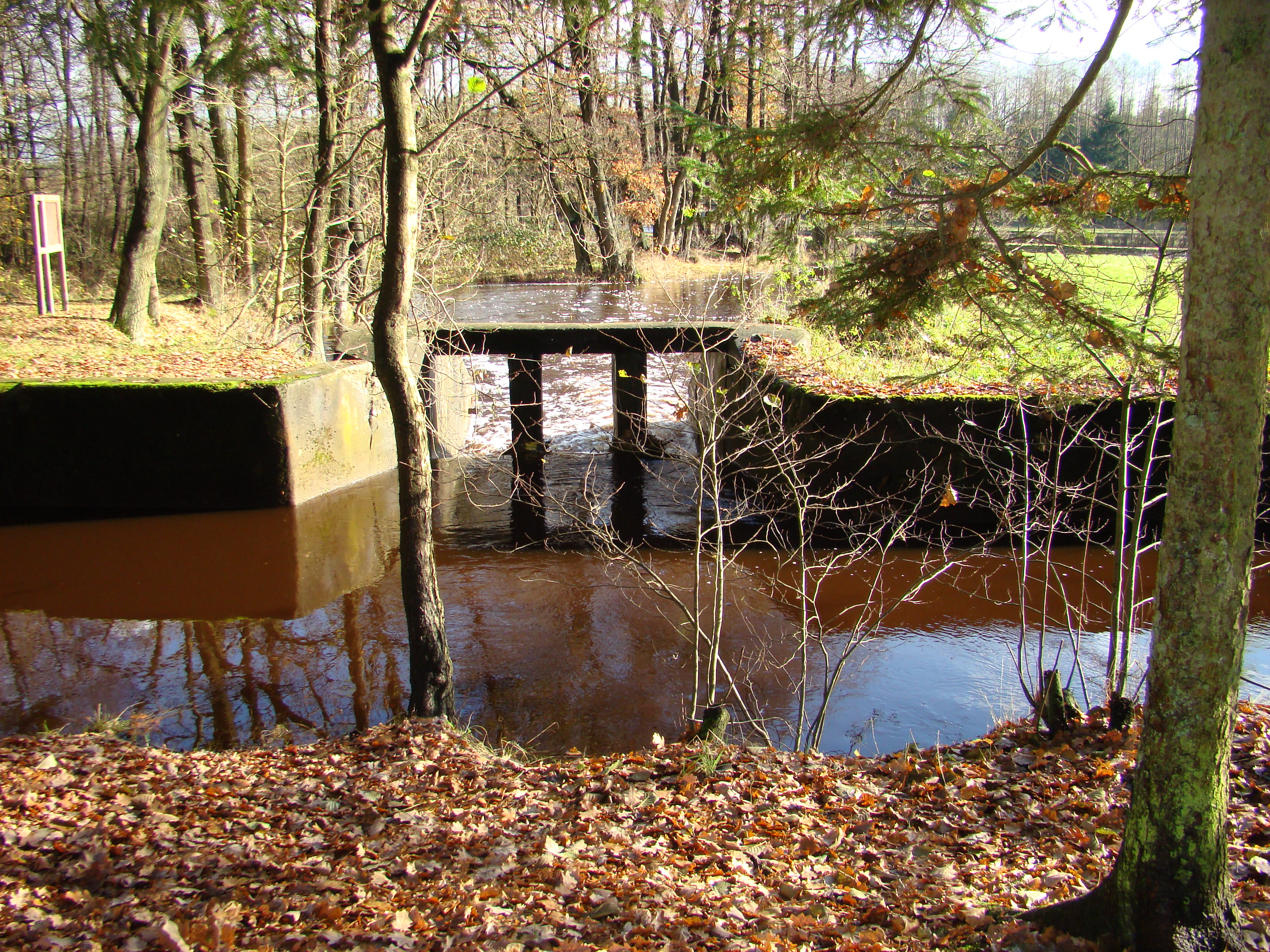